# Conseil national de justice
Le Conseil national de justice (CNJ) une institution publique brésilienne, créée par amendement constitutionnel en 2004 et mis en place le 14 juin 2005. 
Son siège se trouve à Brasilia.

## Missions
La mission principale du Conseil national de justice est d'améliorer le système judiciaire brésilien en termes de transparence, de procédure et de contrôle administratif. 
Ainsi, le CNJ est garant de l'autonomie du système judiciaire brésilien, il est aussi l’organe responsable des procédures disciplinaires à l'égard des membres du système judiciaire. 
De plus, il exerce des missions d'évaluation, de conseil et de planification du système judiciaire. 

## Composition
Le Conseil national de justice est composé de 15 membres, ayant un mandat de deux ans, renouvelable une fois :
- Le président du Tribunal suprême fédéral, qui préside également le CNJ.
- Un juge du Tribunal supérieur de justice, occupant la fonction d’inspecteur général de la justice.
- Un juge du Tribunal supérieur du travail.
- Un juge d’une des 27 cours de justice des États fédérés.
- Un juge d’État.
- Un juge fédéral issu des tribunaux régionaux fédéraux.
- Un juge fédéral.
- Un juge issu des tribunaux régionaux du travail.
- Un juge du travail.
- Un membre du ministère public de l’Union.
- Un membre issu de l’un des ministères publics des États fédérés.
- Deux avocats.
- Deux citoyens ayant une expertise juridique reconnue et une réputation exemplaire